# Phụ gia thực phẩm từ E300 tới E399

## Danh sách dưới đây liệt kê cácphụ gia thực phẩmcósố Etừ 300 tới 399. Về cơ bản chúng là cácchất chống oxy hóahaychất điều chỉnh độ chuacho thực phẩm.
(đề nghị tác giả bài viết xem lại nội dung E319, E 320, E 321... những chất này theo thông tư 27/2012 của BYT thì đều cho phép SD. theo Codex Mới họp từ 14-18 Mar 2016 tại Xi'an, họ vẫn đưa các chất trên cho SD)
Mỗi phụ gia đều có quy định pháp lý riêng:
- Các phụ gia được phép sử dụng được ký hiệu bằng -;
- Các phụ gia bị cấm là các phụ gia đã được chứng minh là gây ra bệnh tật mà không còn nghi ngờ.
- Các phụ gia không cho phép là các phụ gia mà các dữ liệu thử nghiệm mang tính kết luận vẫn chưa có, có thể là do chưa thử nghiệm hoặc các thử nghiệm chưa có kết quả cuối cùng.
- Các phụ gia nguy hiểm là các phụ gia có thể là nguy hiểm cho những người có bệnh kinh niên.

## Các chất chống oxy hóa
| Mã   | Tên                                                                                           | Quy định       |
| E300 | Axít ascorbic (Vitamin C)                                                                     | —              |
| E301 | Ascorbat natri                                                                                | —              |
| E302 | Ascorbat calci                                                                                | —              |
| E303 | Ascorbat kali                                                                                 | —              |
| E304 | Các este axít béo của axít ascorbic (i). Ascorbyl palmitat                                    | —              |
| E305 | (ii). Ascorbyl stearat                                                                        | —              |
| E306 | Dịch chiết giàu tocopherol (tự nhiên)                                                         | -;             |
| E307 | Alpha-tocopherol (tổng hợp)                                                                   | -;             |
| E308 | Gamma-tocopherol (tổng hợp)                                                                   | —              |
| E309 | Delta-tocopherol (tổng hợp)                                                                   | —              |
| E310 | Propyl gallat                                                                                 | —              |
| E311 | Octyl gallat                                                                                  | Nguy hiểm      |
| E312 | Dodecyl gallat                                                                                | Nguy hiểm      |
| E313 | Etyl gallat                                                                                   | Nguy hiểm      |
| E314 | Nhựa gaiac                                                                                    | —              |
| E315 | Axít erythorbic                                                                               | —              |
| E316 | Erythorbat natri                                                                              | —              |
| E317 | Axít erythorbin                                                                               | —              |
| E318 | Erythorbin natri                                                                              | —              |
| E319 | tert-Butylhydroquinon (TBHQ)                                                                  | Không cho phép |
| E320 | Butylat hydroxyanisol (BHA)                                                                   | Bị cấm         |
| E321 | Butylat hydroxytoluen (BHT)                                                                   | Bị cấm         |
| E323 | Anoxomer                                                                                      | —              |
| E324 | Ethoxyquin                                                                                    | —              |
| E326 | Lactat kali                                                                                   | —              |
| E339 | Các phosphat natri: (i). Phosphat mononatri, (ii). phosphat dinatri, (iii). phosphat trinatri | —              |
| E340 | Các phosphat kali: (i). Phosphat monokali, (ii). phosphat dikali, (iii). phosphat trikali     | —              |

## Các chất điều chỉnh độ chua
| Mã   | Tên                                                                                                  | Quy định |
| E325 | Lactat natri                                                                                         | —        |
| E326 | Lactat kali                                                                                          | —        |
| E327 | Lactat calci                                                                                         | —        |
| E328 | Lactat amoni                                                                                         | —        |
| E329 | Lactat magiê                                                                                         | —        |
| E330 | Axít citric                                                                                          | —        |
| E331 | Các citrat natri: (i). citrat mononatri, (ii). citrat dinatri, (iii). citrat natri (citrat trinatri) | —        |
| E332 | Các citrat kali: (i). citrat monokali, (ii). citrat dikali, (iii). citrat kali (citrat trikali)      | —        |
| E333 | Các citrat calci: (i). citrat monocalci, (ii). citrat dicalci, (iii). citrat calci (citrat tricalci) | —        |
| E335 | Các tartrat natri: (i). tartrat mononatri, (ii). tartrat dinatri                                     | —        |
| E336 | Các tartrat kali: (i). tartrat monokali (kem tartar), (ii). tartrat dikali                           | —        |
| E337 | Tartrat natri kali                                                                                   | —        |
| E344 | Lecitin citrat                                                                                       | —        |
| E345 | Citrat magiê                                                                                         | —        |
| E349 | Malat amoni                                                                                          | —        |
| E350 | Các malat natri: (i). malat natri, (ii). hiđrô malat natri                                           | —        |
| E351 | Malat kali                                                                                           | —        |
| E352 | Các malat calci: (i). malat calci, (ii). hiđrô malat calci                                           | —        |
| E355 | Axít adipic                                                                                          | —        |
| E356 | Adipat natri                                                                                         | —        |
| E357 | Adipat kali                                                                                          | —        |
| E359 | Adipat amoni                                                                                         | —        |
| E363 | Axít succinic                                                                                        | —        |
| E365 | Fumarat natri                                                                                        | —        |
| E366 | Fumarat kali                                                                                         | —        |
| E367 | Fumarat calci                                                                                        | —        |
| E368 | Fumarat amoni                                                                                        | —        |
| E370 | 1,4-Heptonolacton                                                                                    | —        |
| E380 | Citrat triamoni                                                                                      | —        |
| E381 | Citrat sắt amoni                                                                                     | —        |
| E383 | Glycerylphosphat calci                                                                               | —        |
| E384 | Isopropyl citrat                                                                                     | —        |

## Các chất tạo thể sữa
| Mã   | Tên               | Quy định |
| E322 | Lecithin          | —        |
| E353 | Axít metatartaric | —        |
| E354 | Tartrat calci     | —        |

## Các chất khác
| Mã   | Tên                                                                                                  | Mục đích                      | Quy định       |
| E330 | Axít citric                                                                                          | axít                          | —              |
| E333 | Các citrat calci: (i). citrat monocalci, (ii). citrat dicalci, (iii). citrat calci (citrat tricalci) | Phụ gia cô lập, chất làm chắc | —              |
| E334 | Axít tartaric (L(+)-)                                                                                | axít                          | —              |
| E338 | Axít orthophotphoric                                                                                 | axít                          | —              |
| E341 | Các phosphat calci: (i). phosphat monocalci, (ii). phosphat dicalci, (iii). phosphat tricalci        | Chất chống vón, chất làm chắc | —              |
| E342 | Các phosphat amoni: (i). Ortophosphat monoamoni, (ii). ortophosphat diamoni                          |                               | —              |
| E343 | Các phosphat magnesi: (i). phosphat monomagiê, (ii). phosphat dimagiê                                | Chất chống vón                | Xem ghi chú    |
| E375 | Niacin (axít nicotinic), Nicotinamid                                                                 | Chất giữ màu                  | —              |
| E385 | Etylen diamin tetraaxetat dinatri calci, (EDTA dinatri calci)                                        | Phụ gia cô lập                | —              |
| E386 | Etylen diamin tetraaxetat dinatri (EDTA dinatri)                                                     | Phụ gia cô lập                | —              |
| E387 | Oxystearin                                                                                           |                               | —              |
| E388 | Axít thiodipropionic                                                                                 |                               | Không cho phép |
| E389 | Dilauryl thiodipropionat                                                                             |                               | Không cho phép |
| E390 | Distearyl thiodipropionat                                                                            |                               | —              |
| E391 | Axít phytic                                                                                          |                               | —              |
| E399 | Lactobionat calci                                                                                    | Chất ổn định                  | —              |